# Jim Hall
James Stanley Hall (Buffalo, 4 dicembre 1930 – Buffalo, 10 dicembre 2013) è stato un chitarrista jazz statunitense.

## Biografia
Durante l'infanzia, trascorsa tra New York e Cleveland (Ohio), Jim comincia a respirare l'atmosfera musicale grazie alla madre pianista e al nonno violinista. All'età di dieci anni riceve come regalo di natale una chitarra e da allora decide di dedicarsi con impegno allo studio dello strumento. A soli tredici anni entra nel primo gruppo strumentale: i suoi modelli sono Charlie Christian e Django Reinhardt. Continuando a suonare in piccole formazioni locali, alla fine delle scuole superiori si iscrive al "Cleveland Institute of Music" e si diploma in teoria musicale.
Convinto dapprima che nel suo futuro vi fosse spazio solo per l'insegnamento e la musica classica, nel 1955 decide di dare una svolta alla sua vita e si trasferisce a Los Angeles, dove entra nella band di Chico Hamilton, con Buddy Collette all'organo, Freddie Katz al violoncello e Carson Smith al contrabbasso. Con questa formazione, Jim Hall comincia ad attirare l'attenzione nazionale e internazionale. Nel 1957 il sassofonista Jimmy Giuffre gli chiede di formare un trio con il trombonista Bob Brookmeyer. L'idea di Giuffre era di avere tre linee di improvvisazione che interagivano contemporaneamente, senza nessuna ritmica a tenere il tempo metronomico, e il risultato di questo esperimento è racchiuso nell'album Western Suite.
Nel 1960 si sposta nuovamente a New York, dove si susseguono le collaborazioni con le eminenze grigie del tempo: Ella Fitzgerald, Lee Konitz e dal 1961-62 Sonny Rollins. Nel corso di un tour in America latina con la Fitzgerald, Jim rimane "folgorato" dalla musica locale e decide di fermarsi a Rio de Janeiro per altre sei settimane dopo il termine del giro, proprio nel periodo in cui si stava affermando la bossa nova.
Le influenze brasiliane si faranno sentire negli album incisi successivamente con Sonny Rollins (What's New?, 1962) e con Paul Desmond (Take Ten e Bossa Antigua del 1963).
Anche la collaborazione con Rollins lascerà una traccia nello stile di Jim Hall, in cui spesso gli assoli sono ispirati al fraseggio dei fiati. In un'intervista Hall ha dichiarato: "Sebbene non abbia  mai avuto occasione di suonare con Lester Young quello è il suono a cui aspiro". Non è facile individuare nei dischi di Hall un riff ricorrente, ma è significativa l'interazione tra elementi melodici, armonici e ritmici che hanno fatto definire il suo come uno stile "compositivo". I critici usano spesso gli aggettivi "caldo", "pieno", "generoso" per definire il suo suono.
Ormai rodato, dal 1962 al 1964 guida da leader un quartetto con il trombettista Art Farmer. Nello stesso periodo incide alcuni significativi dischi in duo con il pianista Bill Evans (Undercurrent e Intermodulation). Nel 1965 sposa Jane, psicoanalista e valente autrice di brani musicali. Abitano nel Greenwich Village. Comincia a registrare album da leader e forma un trio, senza smettere di dedicarsi a sperimentazioni, come quella con il bassista Ron Carter (Alone Together), utilizzando talvolta combinazioni inconsuete, come ad esempio quella tra chitarra e trombone (nuovamente con Bob Brookmeyer).
Nel 1975 incide ai Van Gelder Studios l'album "Concierto" il cui brano di punta è una versione jazz del classico per chitarra "Concierto de Aranjuez"; oltre a Hall e Carter (basso), suonano Chet Baker (tromba), Paul Desmond (sax alto), Steve Gadd (batteria) e Roland Hanna (piano). Nel 1981 suona con Itzhak Perlman e André Previn in It's a Breeze. Il chitarrista statunitense è stato più volte chiamato a condurre seminari in tutto il mondo, grazie alle sue doti comunicative e al suo desiderio di condividere con altri le sue esperienze artistiche. Per questa sua caratteristica, oltre al lavoro svolto con il suo trio, Jim ha sempre cercato di ospitare, nei dischi e nei concerti dal vivo, musicisti di ogni estrazione: da Joe Lovano a Kenny Barron, da The New York Voices a Zoot Sims, da Michel Petrucciani a Wayne Shorter.
Talvolta si è trattato di incontri occasionali, durati lo spazio di una session. Spesso, però, queste collaborazioni sono state documentate su disco e talvolta sono sfociate in veri e propri progetti discografici comuni, come ad esempio i Duets con Pat Metheny. Non solo Jim Hall è uno dei più seguiti e apprezzati strumentisti jazz, ma nel 1997 riceve il "New York Jazz Critics Circle Award", riconoscimento come miglior compositore e arrangiatore. Muore nel sonno la mattina del 10 dicembre 2013 all'età di 83 anni.

## Discografia parziale
- 1957 - Jazz Guitar
- 1958 - Western Suite
- 1960 - Good Friday Blues: The MJT Plus Three
- 1962 - The Bridge
- 1962 - What's New?
- 1962 - Undercurrent
- 1963 - Live at the Half-Note
- 1967 - Guitar Workshop
- 1969 - It's Nice to Be with You: Jim Hall in Berlin
- 1971 - Where Would I Be?
- 1972 - Alone Together
- 1975 - Concierto
- 1975 - Jim Hall Live!
- 1976 - Commitment
- 1976 - Live!
- 1978 - Jim Hall and Red Mitchell
- 1981 - Circles
- 1981 - Concerto de Aranjuez
- 1983 - Jim Hall
- 1985 - Live at Village West
- 1986 - Jim Hall's Three
- 1988 - These Rooms
- 1989 - All Across the City
- 1990 - Live at Town Hall, Vol. 1
- 1990 - Live at Town Hall, Vol. 2
- 1990 - Live at Town Hall, Vols. 1-2
- 1991 - Subsequently
- 1992 - Youkali
- 1993 - Dedications & Inspirations
- 1993 - Something Special
- 1995 - Dialogues
- 1996 - Textures
- 1997 - Panorama: Live at Village Vanguard
- 1998 - By Arrangement
- 1999 - Jazzpar Quartet + 4
- 1999 - Jim Hall & Pat Metheny
- 1999 - Live at the North Sea Jazz Festival
- 2000 - Grand Slam: Live at the Regattabar, Cambridge Massachusetts
- 2001 - Jim Hall & Basses
- 2002 - Down Beat Critics' Choice
- 2002 - Jazz Impressions of Japan
- 2002 - Live in Tokyo
- 2003 - Concierto (DVD Audio)
- 2004 - Magic Meeting
- 2005 - Blues on the Rocks
- 2005 - Duologues
- 2005 - Free Association
- 2006 - Concierto
- 2008 - Hemispheres (con Bill Frisell)